# とどけ!愛のうた
『とどけ!愛のうた』（とどけ あいのうた）は、TBSテレビ製作により動画配信サービス「Paravi」にて2020年7月6日から7月10日まで5夜連続で21時30分より配信された配信ドラマ。略称は『とど愛』。
新型コロナウイルス感染症感染拡大に伴う自粛生活の中で小さな印鑑屋の社員たちが開いたリモート飲み会を舞台に繰り広げられる様々な人間模様を描いた、リモート風連続ミュージカルドラマ。服部隆之作曲・編曲・音楽監督。森雪之丞作詞。主演は生田絵梨花（当時乃木坂46）。
「Paravi」にて配信の全5話にメイキング映像を加えた「特別編」が、BS-TBSにて2020年7月12日の13時から14時54分に放送された。
『ミュージカルドラマ「とどけ！愛のうた」メイキング』が9月15日からParaviで配信。

## 製作
コロナ禍により人々が触れ合うことのできない異常事態の中で、様々な手法におけるエンタテイメントが創作され始めている。本作の制作チームはまだ手が付けられていないミュージカルに着目し、リモート設定の中にこそ「音楽による自然な表現」が視聴者に新たなる体験を届けられるのではないかと考えた。企画から本番まで数ヶ月から数年かかるミュージカルだが、今回のドラマに与えられた期間はわずか2ヶ月。全てにおいてスピーディな展開が求められる中で、日本を代表する音楽スタッフやキャストがこの企画に賛同したことで本作の製作が実現した。
劇中で使用されるミュージカルナンバーは作曲・編曲を服部隆之（音楽監督兼任）、作詞を森雪之丞が担当する。

## あらすじ
町の小さな印鑑屋「真壁印章」では、社員の吉澤希奈梨は先輩社員の太田悠人と互いに素直になれず反発しあい、営業部長の松倉純は独特のユーモアを発揮するものの仕事は冴えない。社長の真壁陽一郎と妻で副社長の由佳は別居中で、経営危機に瀕した「真壁印章」の存続を巡り対立している。
新型コロナウイルス感染症の感染拡大で日本中が自粛生活を送る中、ゴールデンウィーク前日の4月24日金曜日に、突然社員たちのもとへ「リモート飲み会」のメールが届く。各々問題を抱えた個性的な5人が会したリモート飲み会で、「真壁印章」の存亡と5人の運命や恋の行方を巡って物語が展開する。

## 登場人物
吉澤希奈梨（よしざわ きなり）
演 - 生田絵梨花（乃木坂46）
印章会社「真壁印章」の社員。デザイナー。
先輩である悠人を慕っているのだが、恋に奥手の影響もあってか素直になれない面がある。
太田悠人（おおた ゆうと）
演 - 柿澤勇人
「真壁印章」の社員で希奈梨の先輩。繊細なイケメン。
松倉純（まつくら じゅん）
演 - 斉藤慎二（ジャングルポケット）
「真壁印章」の営業部長。
ユーモアがあるが、仕事はからっきし。
真壁由佳（まかべ ゆか）
演 - シルビア・グラブ
「真壁印章」の副社長。真壁陽一郎の妻。現在夫とは別居中。
真壁陽一郎（まかべ よういちろう）
演 - 橋本じゅん
「真壁印章」の社長。
経営危機に突入し、妻の由佳とは会社存続について揉めている。

## 楽曲
1. 突然チャンスはやって来る!
2. みんな空を見てた
3. 当然ハートは燃えあがる!
4. いつだってSO!
5. 素直になりたくて
6. 劇中劇〜あなたがロミオ?
7. 恋人の扉（ドア）
8. みんな空を見てた〜リプライズ

## スタッフ
- 作曲・編曲・音楽監督 - 服部隆之
- 作詞 - 森雪之丞
- 脚本 - 伊藤正宏
- 振付 - NANAKO（吉野菜々子）
- 企画・プロデュース - 服部英司（TBS）、遠藤学（東宝）
- プロデューサー - 清宮嘉浩
- 総合演出 - 服部英司
- 演出 - 斉藤崇、藤野大作
- 企画 - TBSテレビ、東宝 ミュージック&エンタテインメント企画室
- 製作著作 - TBS

## 配信日程
| 話数   | 配信日  | サブタイトル        | 演出 |
| ------ | ------- | ------------------- | ---- |
| 第1話  | 7月06日 | チャンスは突然!     |      |
| 第2話  | 7月07日 | ハートは燃え上がる! |      |
| 第3話  | 7月08日 | 素直になりたくて    |      |
| 第4話  | 7月09日 | 世紀の大恋愛!       |      |
| 最終話 | 7月10日 | 未来にとどけ!       |      |